# Steve Christian
Steve Christian (ur. 26 czerwca 1951, Pitcairn) – polityk Pitcairn. Pierwszy burmistrz (premier) tego brytyjskiego terytorium zależnego od 7 grudnia 1999 do 8 listopada 2004. Bezpartyjny. Odwołany ze stanowiska przez brytyjskiego Wysokiego Komisarza w Nowej Zelandii w związku z oskarżeniami o gwałt na nieletnich.